# Liste von Märchen-Fernsehserien
Die Liste von Märchen-Fernsehserien verzeichnet weltweit produzierte Fernsehserien, die Märchen erzählen.
- 1969–1970: Tausendundeine Nacht (Deutschland)
- 1970–1978: Pan Tau (Tschechoslowakei, Deutschland)
- 1974–1986: Krkonosské pohádky (Tschechoslowakei), Vorlage: Rübezahl[1]
- 1975: Märchen aus 1001 Tag (Deutschland)
- 1975–1976: Das feuerrote Spielmobil – Die Märchen (Deutschland)[2]
- 1975–1994: Es war einmal (Japan)
- 1978: Das kalte Herz (Deutschland)
- 1979–1981: Die Märchenbraut (Tschechoslowakei)
- 1979–1987: Märchen der Welt – Puppenspiel der kleinen Bühne (Deutschland)
- 1981–1984: Märchen aus aller Welt (Vereinigtes Königreich)[3]
- 1987: Vom Glück verfolgt (Ein Modernes Märchen) (Österreich)
- 1987–1988: Grimms Märchen (Japan)
- 1987–1990: Die Schöne und das Biest (Vereinigte Staaten)
- 1988–1989: Jim Henson’s beste Geschichten (Vereinigtes Königreich, Vereinigte Staaten)
- 1989: Peter Pan (Japan)
- 1989: O čarovné Laskonce (Tschechoslowakei)[4]
- 1990: Scheherazade – Tausend und eine Nacht (Frankreich, Italien, Schweiz)
- 1990–1991: Peter Pan und die Piraten (Vereinigte Staaten, Japan)
- 1990–1991: Die Rückkehr der Märchenbraut (Tschechoslowakei)
- 1991–1996: Prinzessin Fantaghirò (Italien)
- 1992: Sherlock Holmes und die sieben Zwerge (Deutschland)
- 1992–1998: The Enchanted Tales (Vereinigte Staaten)
- 1994–1995: Schneewittchen – 52-teilige Anime-Serie (Japan)
- 1996–1998: Sindbads Abenteuer (Kanada)[5]
- 2000: Das zehnte Königreich (Vereinigtes Königreich, Deutschland, Vereinigte Staaten)
- 2001: Pohádky z lesa (Tschechoslowakei)[6]
- 2002: O ztracené lásce (Tschechoslowakei)[7]
- 2006–2012: Die ProSieben Märchenstunde (Deutschland)
- 2007: Tin Man – Kampf um den Smaragd des Lichts (Vereinigte Staaten)
- 2009–2010: SimsalaGrimm (Deutschland)
- 2011: Die magische Welt von Pardoes (Niederlande)[8]
- 2011–2017: Grimm (Vereinigte Staaten)
- 2011–2018: Once Upon a Time – Es war einmal … (Vereinigte Staaten)
- 2012–2013: Sindbad (Vereinigtes Königreich)[9]
- 2012–2016: Beauty and the Beast (Vereinigte Staaten)
- seit 2012: Peter Pan: Neue Abenteuer (Frankreich, Indien, Deutschland)[10]
- 2013–2014: Once Upon a Time in Wonderland (Vereinigte Staaten)
- 2016: Cinderella and the Four Knights (Südkorea)[11][12]
- 2016–2017: Emerald City – Die dunkle Welt von Oz (Vereinigte Staaten)
- seit 2018: Herzkino.Märchen (Deutschland)
- 2020: Pan Tau (Deutschland)
- 2022–2023: Willow (Vereinigte Staaten)[13]